# Kanton Albens
Der Kanton Albens war von 1860 bis 2015 ein französischer Wahlkreis im Département Savoie, sein Hauptort war Albens. Die landesweiten Änderungen in der Zusammensetzung der Kantone brachten zum März 2015 seine Auflösung.

## Gemeinden
Der Kanton bestand aus acht Gemeinden: 
| Gemeinde                   | Einwohner Jahr | Fläche km² | Bevölkerungsdichte | Code INSEE | Postleitzahl |
| -------------------------- | -------------- | ---------- | ------------------ | ---------- | ------------ |
| Albens                     | 5.834 (2013)   | 15,3       | 381 Einw./km²      | 73010      | 73410        |
| La Biolle                  | 2.229 (2013)   | 13,04      | 171 Einw./km²      | 73043      | 73410        |
| Cessens                    | 399 (2013)     | 13,29      | 30 Einw./km²       | 73062      | 73410        |
| Épersy                     | 340 (2013)     | 3,22       | 106 Einw./km²      | 73108      | 73410        |
| Mognard                    | 423 (2013)     | 4,1        | 103 Einw./km²      | 73158      | 73410        |
| Saint-Germain-la-Chambotte | 477 (2013)     | 9,64       | 49 Einw./km²       | 73238      | 73410        |
| Saint-Girod                | 585 (2013)     | 6,35       | 92 Einw./km²       | 73239      | 73410        |
| Saint-Ours                 | 595 (2013)     | 4,59       | 130 Einw./km²      | 73265      | 73410        |